# Pardosa karagonis
Pardosa karagonis är en spindelart som först beskrevs av Embrik Strand 1913.  Pardosa karagonis ingår i släktet Pardosa och familjen vargspindlar. Utöver nominatformen finns också underarten P. k. nivicola.